# Zacharkowo (obwód kurski)
Zacharkowo (ros. Захарково) – wieś (ros. село, trb. sieło) w zachodniej Rosji, centrum administracyjne sielsowietu zacharkowskiego w rejonie konyszowskim (obwód kurski).

## Geografia
Miejscowość położona jest nad Kotlewką (dopływ Wabli w dorzeczu Sejmu), 6 km na południowy wschód od centrum administracyjnego rejonu (Konyszowka), 58 km na północny zachód od Kurska.
W miejscowości znajduje się 129 posesji.
Klimat
Miejscowość, jak i cały rejon, znajduje się w strefie klimatu kontynentalnego z łagodnym ciepłym latem i równomiernie rozłożonymi opadami rocznymi (Dfb w klasyfikacji klimatów Köppena).

## Demografia
W 2010 r. miejscowość zamieszkiwało 137 osób.